# Alestopetersius hilgendorfi
Alestopetersius hilgendorfi is een straalvinnige vissensoort uit de familie van de Afrikaanse karperzalmen (Alestidae). De wetenschappelijke naam van de soort is voor het eerst geldig gepubliceerd in 1899 door Boulenger. De naam is mogelijk een later subjectief synoniem voor Alestopetersius caudalis.